# Kevin Feige
Kevin Feige (* 2. června 1973, Boston) je americký filmový a televizní producent, prezident Marvel Studios a šéf Marvel Cinematic Universe od roku 2007. Filmy, které produkoval, vydělaly celosvětově dohromady 26,8 miliard dolarů, čímž se stal nejvýdělečnějším producentem všech dob.
Feige je členem Producers Guild of America. V roce 2018 byl nominován na Oscara za nejlepší film za produkci Black Panther. Jde o první film o superhrdinech, který kdy získal nominaci za nejlepší film, a první filmu v Marvel Cinematic Universe, který získal Oscara. V říjnu 2019 se stal hlavním kreativním ředitelem společnosti Marvel Entertainment.
V červenci 2019 se film Avengers: Endgame, který produkoval, stal nejvíce výdělečným filmem všech dob.

## Osobní život
Feige se narodil v Bostonu ve státě Massachusetts a vyrůstal ve Westfieldu v New Jersey, kde absolvoval Westfield High School. Po střední škole se Feige přihlásil na School of Cinematic Arts na Univerzitě Jižní Kalifornie, alma mater svých oblíbených režisérů: George Lucase, Ron Howarda a Robert Zemeckise. Jeho prvních pět přihlášek bylo zamítnuto, ale vytrval a byl přijat šestou. Mezi jeho první zaměstnání patří asistent výkonné producentky Lauren Shuler Donnerové ve filmech Volcano a You Got Got Mail.
V roce 2000 byl Marvelem najat jako producent.

## Filmová produkce
Na prvním filmu X-Menů, udělal Donner z Feige asistenta producenta kvůli jeho znalostem Marvel Universa. Když udělal dojem na Aviho Aradu byl téhož roku najat, aby pracoval jako jeho druhý velitel v Marvel Studios. V polovině roku 2000 si Feige uvědomil, že ačkoli Spider-Man a X-Men dostali licenci na Sony a 20th Century Fox, Marvel stále vlastnil práva na hlavní členy Avengers a snažil se o vytvoření "Marvelovského vesmíru" stejně jako to udělali tvůrci Stan Lee a Jack Kirby se svými komiksy na začátku 60. let.
Feige byl jmenován prezidentem pro Marvel Studios v březnu 2007.
Feige obdržel cenu Motion Picture Showman of the Year at the ICG Publicists Guild Awards 22. února 2013. Předseda výboru Awards Henri Bollinger uvedl: "Pochopení a ocenění publicity, propagace v roli úspěchu filmu, vedlo Kevina Feige k řadě trhákových filmů převzatých ze stránek komiksů Marvel Studia za posledních 10 let."
Za svou práci na filmu Black Panther získal Feige nominaci na Oscara, Zlatý glóbus a Producers Guild of America Award. Feige byl v roce 2019 oceněn David O. Selznick Achievement Award in Theatrical Motion Pictures. 26. září 2019 bylo oznámeno, že Feige v současné době se podílí na filmu Star Wars pro Lucasfilm. 11. ledna 2021 v přímém přenosu na kanálu YouTube Star Wars Theory odhalila, že se do Star Wars nebude dále zapojovat po dokončení filmu.
V říjnu 2019 byl Feige jmenován hlavním kreativním ředitelem pro Marvel Comics, Marvel Television a Marvel Animation.

## Filmografie

### Filmy
| Rok  | Název                                    | Role              |
| ---- | ---------------------------------------- | ----------------- |
| 2000 | X-Men                                    | Spoluproducent    |
| 2002 | Spider-Man                               | Spoluproducent    |
| 2003 | Daredevil                                | Koproducent       |
| 2003 | X2                                       | Koproducent       |
| 2003 | Hulk                                     | Výkonný producent |
| 2004 | Kat                                      | Výkonný producent |
| 2004 | Spider-Man 2                             | Výkonný producent |
| 2005 | Elektra                                  | Koproducent       |
| 2005 | Man Thing                                | Výkonný producent |
| 2005 | Fantastická čtyřka                       | Výkonný producent |
| 2006 | X-Men: Poslední vzdor                    | Výkonný producent |
| 2007 | Spider-Man 3                             | Výkonný producent |
| 2007 | Fantastická čtyřka a Silver Surfer       | Výkonný producent |
| 2008 | Následníci mstitelů – Hrdinové zítřka    | Výkonný producent |
| 2008 | Kat: Válečná zóna                        | Výkonný producent |
| 2008 | Iron Man                                 | Producent         |
| 2008 | Neuvěřitelný Hulk                        | Producent         |
| 2009 | Hulk Vs.                                 | Výkonný producent |
| 2010 | Iron Man 2                               | Producer          |
| 2011 | Thor                                     | Producer          |
| 2011 | Captain America: První Avenger           | Producer          |
| 2011 | Thor: Příběhy z Asgardu                  | Výkonný producent |
| 2012 | Amazing Spider-Man                       | Výkonný producent |
| 2012 | Avengers                                 | Producent         |
| 2013 | Iron Man 3                               | Producent         |
| 2013 | Thor: Temný svět                         | Producent         |
| 2014 | Captain America: Návrat prvního Avengera | Producent         |
| 2014 | Strážci Galaxie                          | Producent         |
| 2015 | Avengers: Age of Ultron                  | Producent         |
| 2015 | Ant-Man                                  | Producent         |
| 2016 | Captain America: Občanská válka          | Producent         |
| 2016 | Doctor Strange                           | Producent         |
| 2017 | Strážci Galaxie Vol. 2                   | Producent         |
| 2017 | Spider-Man: Homecoming                   | Producent         |
| 2017 | Thor: Ragnarok                           | Producent         |
| 2018 | Black Panther                            | Producent         |
| 2018 | Avengers: Infinity War                   | Producent         |
| 2018 | Ant-Man a Wasp                           | Producent         |
| 2019 | Captain Marvel                           | Producent         |
| 2019 | Avengers: Endgame                        | Producent         |
| 2019 | Spider-Man: Daleko od domova             | Producent         |
| 2021 | Black Widow                              | Producent         |
| 2021 | Shang-Chi a legenda o deseti prstenech   | Producent         |
| 2021 | Eternals                                 | Producent         |
| 2021 | Spider-Man: Bez domova                   | Producent         |
| 2022 | Doctor Strange v mnohovesmíru šílenství  | Producent         |
| 2022 | Thor: Láska jako hrom                    | Producent         |
| 2022 | Black Panther: Wakanda nechť žije        | Producent         |
| 2023 | Ant-Man a Wasp: Quantumania              | Producent         |
| 2023 | Strážci Galaxie: Volume 3                | Producent         |
| 2023 | Marvels                                  | Producent         |
| 2024 | Deadpool & Wolverine                     | Producent         |
| 2025 | Captain America: Nový svět               | Producent         |
| 2025 | Thunderbolts*                            | Producent         |
| 2025 | Fantastická 4: První kroky               | Producent         |
| 2026 | Spider-Man: Zbrusu nový den              | Producent         |
| 2026 | Avengers: Doomsday                       |                   |

### Televize
| Rok        | Název                                     | Role              | Poznámky                               |
| ---------- | ----------------------------------------- | ----------------- | -------------------------------------- |
| 2009–2012  | Iron Man: Obrněná dobrodružství           | Výkonný producent | 52 dílů                                |
| 2009       | Wolverine a X-meni                        | Výkonný producent | 26 dílů                                |
| 2015–2016  | Agent Carter                              | Výkonný producent | 18 dílů                                |
| 2020       | Simpsonovi                                | hlas              | díl: Padouch Bart; hlas Bradose        |
| 2021       | WandaVision                               | Výkonný producent | 9 dílů                                 |
| 2021       | Falcon a Winter Soldier                   | Výkonný producent | 6 dílů                                 |
| 2021–2023  | Loki                                      | Výkonný producent | 12 dílů                                |
| 2021–2024  | Co kdyby…?                                | Výkonný producent | 26 dílů                                |
| 2021       | Hawkeye                                   | Výkonný producent | 6 dílů                                 |
| 2022       | Moon Knight                               | Výkonný producent | 6 dílů                                 |
| 2022       | Ms. Marvel                                | Výkonný producent | 6 dílů                                 |
| 2022       | She-Hulk: Neuvěřitelná právnička          | Výkonný producent | 9 dílů                                 |
| 2022       | Vlkodlak: Noční lovec                     | Výkonný producent | speciál                                |
| 2022       | Strážci Galaxie: Sváteční speciál         | Výkonný producent | speciál                                |
| 2023       | Tajná invaze                              | Výkonný producent | 6 dílů                                 |
| 2024       | Echo                                      | Výkonný producent | 5 dílů                                 |
| 2024       | Agatha za vším schovaná                   | Výkonný producent | 9 dílů                                 |
| 2025–dosud | Váš dobrý soused Spider-Man               | Výkonný producent | 10 dílů, ve výrobě druhá a třetí série |
| 2025–dosud | Daredevil: Znovuzrození                   | Výkonný producent | 9 dílů, postprodukce druhé série       |
| 2025       | Ironheart                                 | Výkonný producent | 6 dílů                                 |
| 2025       | Oči Wakandy                               | Výkonný producent | 4 díly                                 |
| 2025       | Marvel Zombies                            | Výkonný producent | 4 díly, ve výrobě                      |
| 2025       | Wonder Man                                | Výkonný producent | 8 dílů, postprodukce                   |
| 2026       | zatím nepojmenovaný speciál o Punisherovi | Výkonný producent | speciál, postprodukce                  |
| 2026       | zatím nepojmenovaný seriál o Visionovi    | Výkonný producent | 8 dílů, postprodukce                   |

### Krátké filmy
| Rok       | Název                                           | Role      | Poznámky                                                     |
| --------- | ----------------------------------------------- | --------- | ------------------------------------------------------------ |
| 2011      | Konzultant                                      | Producent | Součást Marvel One-Shots                                     |
| 2011      | Cesta k Thorovu kladivu a co se na ní přihodilo | Producent | Součást Marvel One-Shots                                     |
| 2012      | Rekvizita 47                                    | Producent | Součást Marvel One-Shots                                     |
| 2013      | Agentka Carterová                               | Producent | Součást Marvel One-Shots                                     |
| 2014      | Sláva králi                                     | Producent | Součást Marvel One-Shots                                     |
| 2016      | Tým Thor                                        | Producent | Mockument, koprodukce s Taikou Waititim a Bradem Winderbauem |
| 2017      | Tým Thor: Část 2                                | Producent | Mockument, koprodukce s Taikou Waititim a Bradem Winderbauem |
| 2018      | Bydlení u Darryla                               | Producent | Mockument, koprodukce s Taikou Waititim a Bradem Winderbauem |
| 2019      | Peterův seznam úkolů                            | Producent |                                                              |
| 2022–2023 | Já jsem Groot                                   | Producent | 10 dílů                                                      |